# Void-Vacon
Void-Vacon è un comune francese di 1 701 abitanti situato nel dipartimento della Mosa nella regione del Grand Est.

## Società

### Evoluzione demografica
Abitanti censiti

## Amministrazione

### Gemellaggi
- Ciplet, Belgio